# Salix bikouensis
Salix bikouensis är en videväxtart som beskrevs av Yi Liang Chou. Salix bikouensis ingår i släktet viden, och familjen videväxter. Utöver nominatformen finns också underarten S. b. villosa.